# محطة شيبينقبورت للطاقة الذرية

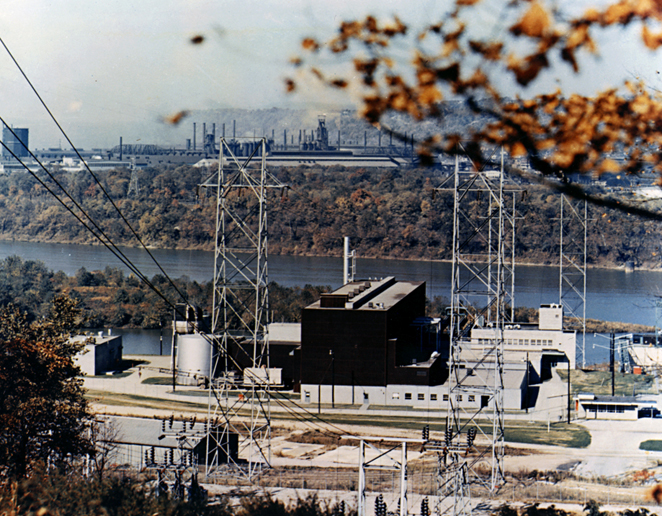
محطة شيبينقبورت للطاقة الذرية

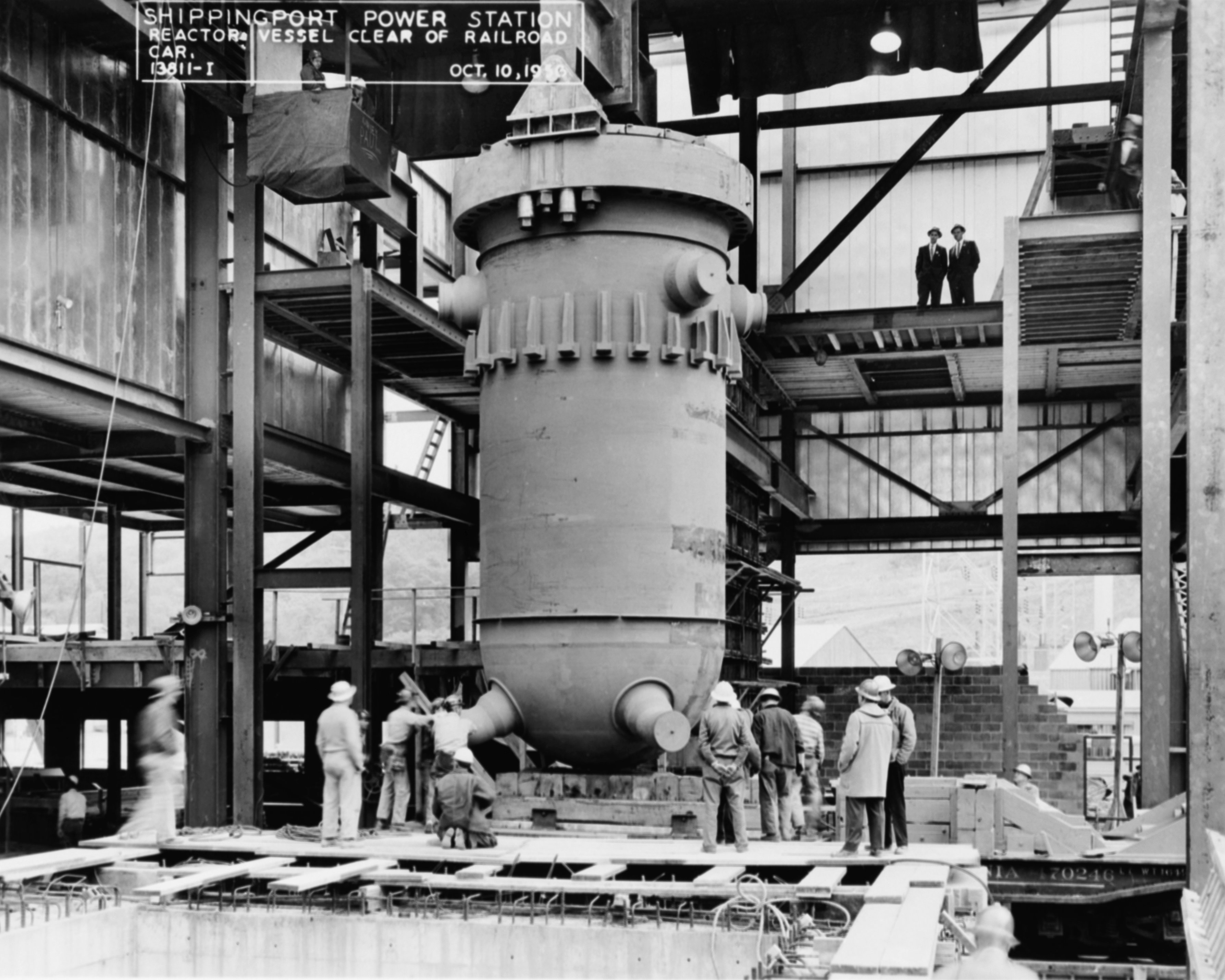
وعاء ضغط المفاعل أثناء البناء (1956)م

محطة شيبينقبورت للطاقة الذرية هي أول محطة للطاقة الذرية متكاملة في العالم مخصصة حصرياً للاستخدامات السلمية. تقع على نهر أوهايو في مقاطعة بيفر بنسلفانيا بالولايات المتحدة تبعد حوالي 25 ميلاً (40 كم) من بيتسبرغ.

## الإنشاء
في عام 1953ألقى الرئيس الأمريكي أيزنهاور خطابه عن الطاقة الذرية من أجل السلام في الأمم المتحدة. ومن هنا انبثقت إنشاء المحطة لتوليد الطاقة النووية التجارية.

## قلب المفاعل
تم تصميم مفاعل شيبينقبورت ليتناسب مع مختلف القلوب خلال حياته حيث تم تغييره ثلاث مرات.

### المرة الأولى
تم تركيبه في عام 1957 وكانت تحتوي على 14.2 طن من اليورانيوم الطبيعي و 165 رطل من اليورانيوم عالي التخصيب (93٪ U-235) وأنتج 1.8 مليار كيلو واط / ساعة من الكهرباء.

### المرة الثانية
زادت من قدرة التوليد (أكثر من خمس مرات) والأجهزة لقياس الأداء وانتج ما يقرب من 3.5 مليار كيلو واط /ساعة من الكهرباء. في عام 1974 عانى مولد التوربينات من عطل ميكانيكي مما تسبب في توقف المصنع.

### المرة الثالثة والأخيرة
تم استخدام مفاعل الماء المضغوط الذي بدأ العمل في أغسطس 1977 وتم استخدام الكريات المصنوعة من ثاني أكسيد الثوريوم وأكسيد اليورانيوم233 وانتج ما يقارب 2.1 مليار كيلو واط / ساعة من الكهرباء وبعد خمس سنوات بلغت (29.000 ساعة كاملة من الطاقة الكاملة).

## تفكيك المحطة
في 1 أكتوبر 1982 توقف المفاعل عن العمل بعد 25 عامًا. حيث بدأ تفكيك المحطة في سبتمبر 1985 حيث تم تنظيف الموقع وإصداره للاستخدام غير المقيد.